# غاسبار جيل بولو
غاسبار جيل بولو (بالإسبانية: Gaspar Gil Polo)‏ هو كاتب وشاعر إسباني، ولد في عقد 1530 في بلنسية في إسبانيا، وتوفي في 1584 في برشلونة في إسبانيا.